# Eric Taino
Eric Taino (Jersey City, 18 marzo 1975) è un ex tennista statunitense naturalizzato filippino.

## Carriera
In carriera ha vinto 1 titolo di doppio. Nei tornei del Grande Slam ha ottenuto il suo miglior risultato raggiungendo i quarti di finale di doppio misto a Wimbledon nel 2000, in coppia con la statunitense Katie Schlukebir.
In Coppa Davis ha disputato un totale di 16 partite, ottenendo 12 vittorie e 4 sconfitte.

## Statistiche

### Doppio

#### Vittorie (1)
| Numero | Anno | Torneo                    | Superficie | Compagno   | Avversari in finale            | Punteggio |
| 1.     | 1999 | Singapore Open, Singapore | Cemento    | Maks Mirny | Todd Woodbridge Mark Woodforde | 6–3, 6–4  |